# Symphonie no 1 de Szymanowski
Pour les articles homonymes, voir Symphonie no 1.
La Symphonie no 1 en fa mineur op. 15 est une œuvre inachevée de Karol Szymanowski qui a été composée entre 1906 et 1907. Prévue pour avoir trois mouvements, elle ne comporte finalement que deux mouvements achevés : le premier Allegro Pathétique et le troisième Allegretto con moto grazioso, alors que le mouvement central n'a pas été instrumenté, et n'a jamais été joué. Du vivant de Szymanowski, la symphonie n'a été présentée qu'une seule fois le 26 mars 1909 à Varsovie, sous la direction de Grzegorz Fitelberg. La seconde exécution, toujours avec le même chef, n'a eu lieu qu'après la mort de Szymanowski, le 6 octobre 1938 à la Radio polonaise à Varsovie.
La première Symphonie a d'abord été enregistrée, par l'Orchestre Philharmonique de Silésie sous la direction de Karol Stryja. L'enregistrement a été publié, en 1989 par le label Marco Polo, puis réédité sous étiquette Naxos. En 2007, est parue une nouvelle version, avec l'Orchestre philharmonique de Varsovie sous la direction d'Antoni Wit, toujours chez Naxos.
Szymanowski n'aimait pas cette Symphonie. Dans une lettre à A. Klechniowska, en date du 11 juillet 1906, il écrit : « elle s'est révélée être une sorte de monstre orchestral à la fois contrapuntique et harmonique ».